# Bo Andersson
Pour les articles homonymes, voir Andersson.
Bo Andersson, né le 16 octobre 1955 à Falkenberg (Suède), est un officier de l'armée suédoise dans la réserve, un homme d'affaires et diplomate, président de OAO AVTOVAZ de décembre 2013 à mars 2016.

## Biographie
Bo Andersson a grandi dans le sud de la Suède. Sorti de l'Académie militaire de la Suède, il a fait son service militaire. Il a été mis à la réserve avec le grade de major. Bo Andersson a reçu un diplôme de baccalauréat en administration des affaires de l'université de Stockholm et il a été formé sur le programme de top management à l'université Harvard,.
Bo Andersson commence sa carrière en 1987 en tant que directeur des achats chez Saab Automobile AB, où, en 1990, il est nommé vice-président à l'approvisionnement. En 1993, il déménage à Detroit pour travailler en tant que directeur exécutif de General Motors à l'approvisionnement en génie électrique. Un an plus tard, il est nommé directeur exécutif de General Motors aux achats de produits chimiques et il travaille à ce poste pendant 3 ans. En 1997, il déménage en Allemagne pour travailler comme vice-président aux achats en Europe. De 2001 à 2007, Bo Andersson est vice-président aux achats mondiaux, puis vice-président aux achats mondiaux jusqu'à 2009,.
En juin 2009, Bo Andersson quitte General Motors et devient conseiller d'Oleg Deripaska (magnat russe). Il dirige également le conseil d'administration du groupe GAZ, l'usine automobile la plus ancienne en Russie et le plus grand fabricant de véhicules utilitaires légers, les autobus et les poids lourds.
Le 7 août 2009, Bo Andersson est nommé président du groupe GAZ alors en perte de rentabilité. Il réduit les effectifs, restructure la production, et lance un programme de partage des profits avec les employés.

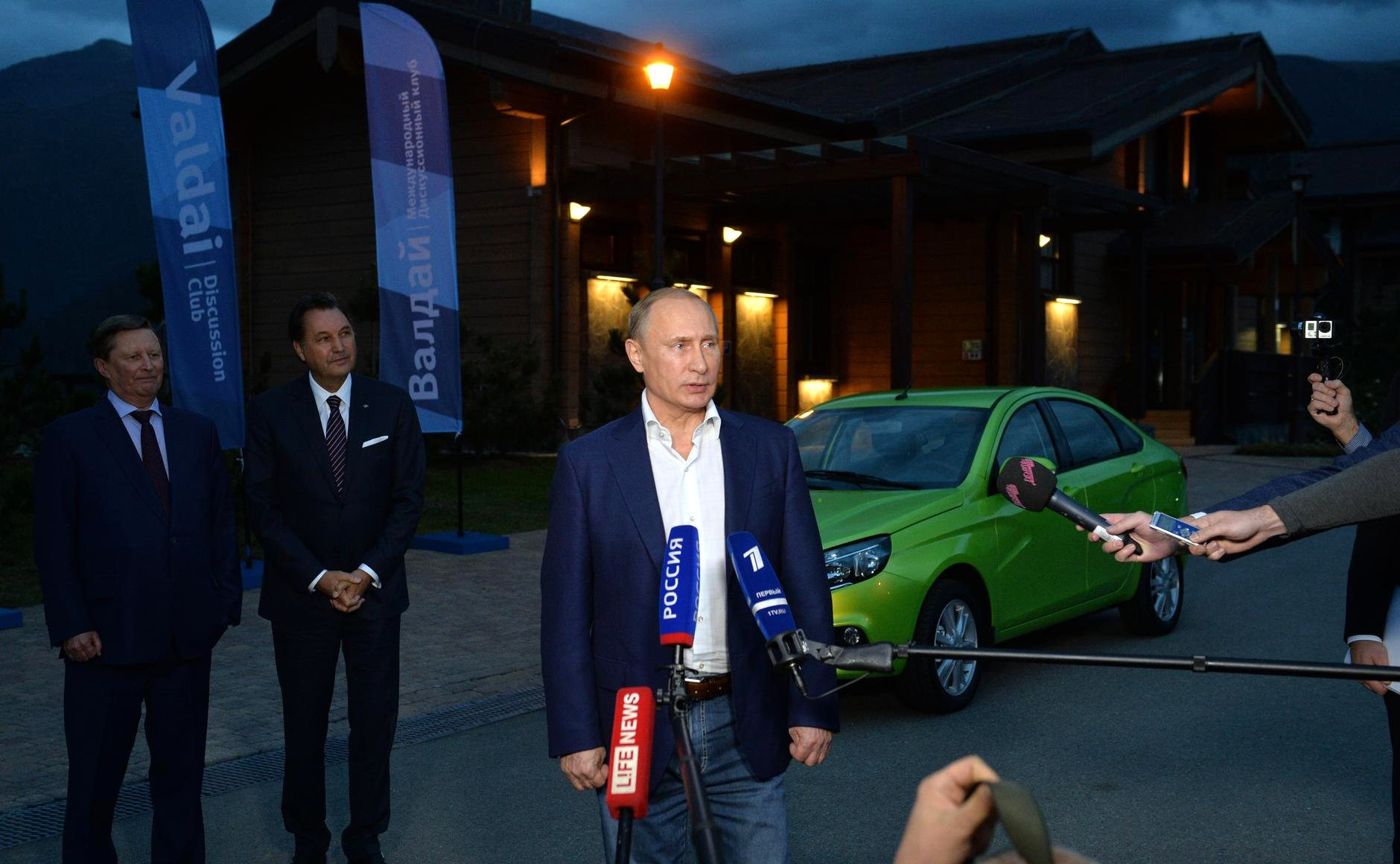
Vladimir Poutine avec Bo Andersson et Serguei Ivanov après le test drive de LADA Vesta –octobre 2015.

Le 5 novembre 2013 M.Bo Andersson a été nommé président de AVTOVAZ - la plus grande entreprise automobile qui construisait les voitures de la marque LADA et perdait sa part de marché. Bo Andersson devient le premier président étranger dans l'histoire de l'entreprise. Son but dans sa nouvelle fonction est de faire revivre la marque LADA et son portefuille de produits (14 nouveaux modèles: 6 LADA et 8 Renault-Nissan). L'un de ses choix stratégiques est de développer la sous-traitance avec les pays étrangers. Cependant, il impose des termes commerciaux tendus et renvoie parfois la marchandise livrée pour mauvaise qualité, ce qui provoque des conflits à dimension géopolitique et des carences dans le rendement. Le principal actionnaire d'Avtovaz, Rostec, également actionnaire de United Automotive Technologies, n'a pas apprécié la rigidité commerciale d'Andersson vis-à-vis de sa filiale de composants pour automobiles. Sa dernière décision fut de réduire à 4 jours les semaines de travail dans les usines, pour une coupe de 20% des salaires, une mesure désespérée pour réduire les coûts face aux faibles ventes.
En 2016, Bo Andersson est forcé de démissionner d'Avtovaz. Bien qu'il soit parvenu à redresser la productivité de l'entreprise (13.000 postes supprimés), les ventes ont chuté de 30% en 2015, et les pertes financières atteignent $1 milliard à la fin 2015,.
En mai 2016, il accepte de donner des cours d'achats à l'université de Linköping.
En juillet 2017, Bo Andersson est nommé président Europe de l'équipementier automobile japonais Yazaki, puis prend la tête des ventes Nord et Centre Amérique en février 2018.

## Autres fonctions

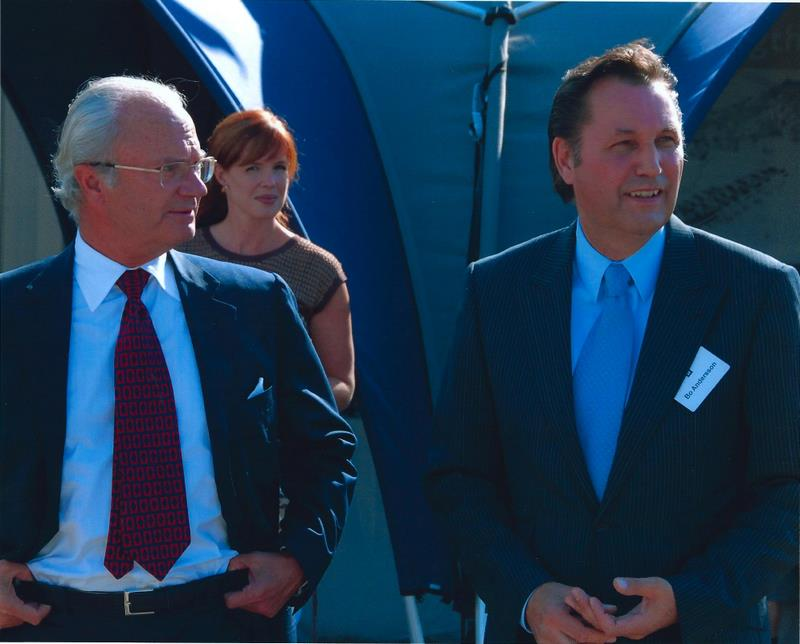
Bo Andersson, la rencontre avec le roi de Suède Carl XVI Gustaf

- Consul honoraire du royaume de Suède à Nijni Novgorod.

## Décorations
- 2015 :
  - Prix « TOP-5 AUTO » dans la nomination « Auto personne de l'année »[13]
  - « Homme de l’année » par « Vedomosti »[14]
- 2013 :
  - Prix du Forum annuel automobile russe[15]
  - Citoyen d'honneur de NizhnyNovgorod[16].
  - « Le meilleur manager de l'industrie automobile » de l’Institut d’Adam Smith[17]
- 2011 :
  - Meilleur manager de l'industrie automobile européenne dans la catégorie des « Marchés émergents » dans le concours annuel Eurostars Awards[15]
  - Mmeilleur manager de l'année » de l’Institut d’Adam Smith[18]
- 2009 : « Le meilleur débouché » de l’Institut d’Adam Smithen[19]